# Träufelspitze

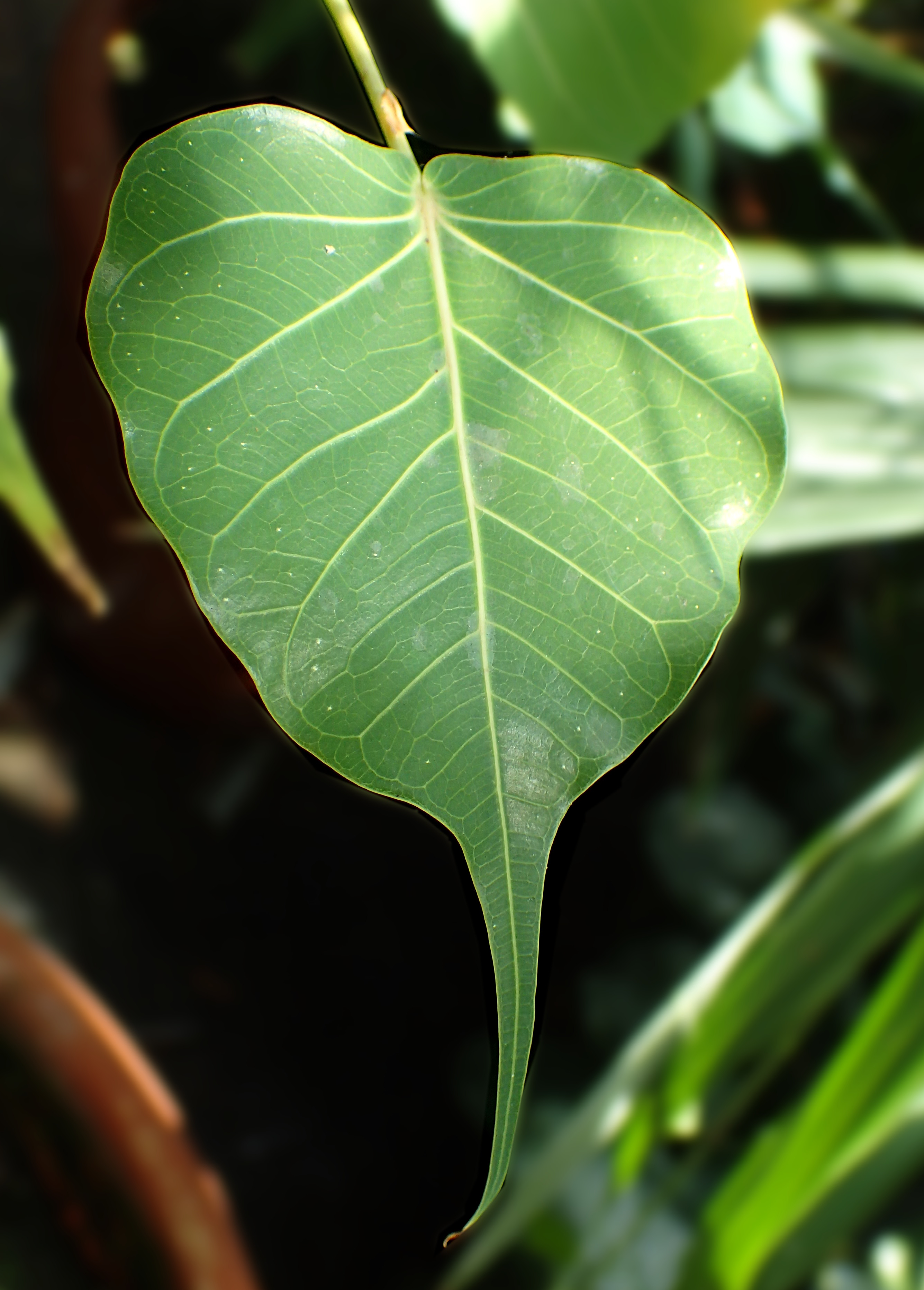
Ficus religiosa mit überlanger, geschwänzter Träufelspitze

Die Träufelspitze ist eine länglich auslaufende Blattspitze bei Pflanzen an feuchten Standorten, die das Ableiten von Niederschlagswasser von der Blattfläche begünstigt.

## Bedeutung
Die Funktion der Träufelspitze liegt darin, die dauerhafte Etablierung eines feuchten Milieus auf der Blattoberfläche – und eine damit einhergehende Besiedlung durch Algen, Moose oder Flechten – zu verhindern. Begünstigt wird dies durch einen flexiblen Blattstiel (der sich unter der Last größerer Wassermengen nach unten neigt) und durch epicuticulare Wachse.

## Vorkommen
Träufelspitzen sind typische morphologische Merkmale von Pflanzen tropischer Standorte (z. B. Pappelfeige, Birkenfeige), sind aber auch bei Pflanzen der gemäßigten Breiten verbreitet, so z. B. bei der Träufelspitzen-Brombeere, bei Efeu und bei einigen Laubmoosen. Bei letzteren wird die Träufelspitze auch als Glashaar bezeichnet.